# Gran Premio de Australia de Motociclismo de 2015
El Gran Premio de Australia de Motociclismo de 2015 (oficialmente Pramac Australian Motorcycle Grand Prix) fue la decimosexta prueba del Campeonato del Mundo de Motociclismo de 2015. Tuvo lugar en el fin de semana del 16 al 18 de octubre de 2015 en el Circuito de Phillip Island, situado en la isla de Phillip Island, estado de Victoria, Australia.
La carrera de MotoGP fue ganada por Marc Márquez, seguido de Jorge Lorenzo y Andrea Iannone. Álex Rins fue el ganador de la prueba de Moto2, por delante de Sam Lowes y Lorenzo Baldassarri. La carrera de Moto3 fue ganada por Miguel Oliveira, Efrén Vázquez fue segundo y Brad Binder tercero.

## Resultados

### Resultados MotoGP
| Pos.    | N.º | Piloto           | Constructor    | Vueltas | Tiempo         | Parrilla | Puntos |
| ------- | --- | ---------------- | -------------- | ------- | -------------- | -------- | ------ |
| 1       | 93  | Marc Márquez     | Honda          | 27      | 40:33.849      | 1        | 25     |
| 2       | 99  | Jorge Lorenzo    | Yamaha         | 27      | +0.249         | 3        | 20     |
| 3       | 29  | Andrea Iannone   | Ducati         | 27      | +0.930         | 2        | 16     |
| 4       | 46  | Valentino Rossi  | Yamaha         | 27      | +1.058         | 7        | 13     |
| 5       | 26  | Dani Pedrosa     | Honda          | 27      | +5.062         | 4        | 11     |
| 6       | 25  | Maverick Viñales | Suzuki         | 27      | +6.800         | 6        | 10     |
| 7       | 35  | Cal Crutchlow    | Honda          | 27      | +9.375         | 5        | 9      |
| 8       | 44  | Pol Espargaró    | Yamaha         | 27      | +18.401        | 9        | 8      |
| 9       | 41  | Aleix Espargaró  | Suzuki         | 27      | +20.039        | 8        | 7      |
| 10      | 38  | Bradley Smith    | Yamaha         | 27      | +20.657        | 12       | 6      |
| 11      | 45  | Scott Redding    | Honda          | 27      | +21.846        | 11       | 5      |
| 12      | 9   | Danilo Petrucci  | Ducati         | 27      | +22.840        | 13       | 4      |
| 13      | 4   | Andrea Dovizioso | Ducati         | 27      | +29.168        | 10       | 3      |
| 14      | 19  | Álvaro Bautista  | Aprilia        | 27      | +37.244        | 18       | 2      |
| 15      | 43  | Jack Miller      | Honda          | 27      | +40.192        | 15       | 1      |
| 16      | 8   | Héctor Barberá   | Ducati         | 27      | +48.263        | 14       |        |
| 17      | 68  | Yonny Hernández  | Ducati         | 27      | +48.572        | 17       |        |
| 18      | 76  | Loris Baz        | Yamaha Forward | 27      | +48.677        | 19       |        |
| 19      | 50  | Eugene Laverty   | Honda          | 27      | +50.201        | 16       |        |
| 20      | 63  | Mike Di Meglio   | Ducati         | 27      | +50.262        | 22       |        |
| 21      | 6   | Stefan Bradl     | Aprilia        | 27      | +50.277        | 21       |        |
| 22      | 24  | Toni Elías       | Yamaha Forward | 27      | +1:20.942      | 24       |        |
| 23      | 13  | Anthony West     | Honda          | 27      | +1:23.454      | 23       |        |
| Ret     | 69  | Nicky Hayden     | Honda          | 9       | Fallo mecánico | 20       |        |
| Ret     | 55  | Damian Cudlin    | ART            | 9       | Retirado       | 25       |        |
| Fuente: |     |                  |                |         |                |          |        |

### Resultados Moto2
| Pos.    | N.º | Piloto              | Constructor | Vueltas | Tiempo            | Parrilla | Puntos |
| ------- | --- | ------------------- | ----------- | ------- | ----------------- | -------- | ------ |
| 1       | 40  | Álex Rins           | Kalex       | 25      | 39:00.084         | 1        | 25     |
| 2       | 22  | Sam Lowes           | Speed Up    | 25      | +6.633            | 3        | 20     |
| 3       | 7   | Lorenzo Baldassarri | Kalex       | 25      | +10.408           | 9        | 16     |
| 4       | 30  | Takaaki Nakagami    | Kalex       | 25      | +15.536           | 6        | 13     |
| 5       | 19  | Xavier Siméon       | Kalex       | 25      | +16.205           | 17       | 11     |
| 6       | 39  | Luis Salom          | Kalex       | 25      | +17.241           | 16       | 10     |
| 7       | 5   | Johann Zarco        | Kalex       | 25      | +20.456           | 7        | 9      |
| 8       | 36  | Mika Kallio         | Speed Up    | 25      | +21.883           | 5        | 8      |
| 9       | 73  | Álex Márquez        | Kalex       | 25      | +24.473           | 18       | 7      |
| 10      | 4   | Randy Krummenacher  | Kalex       | 25      | +24.559           | 21       | 6      |
| 11      | 21  | Franco Morbidelli   | Kalex       | 25      | +35.103           | 19       | 5      |
| 12      | 23  | Marcel Schrötter    | Tech 3      | 25      | +36.583           | 20       | 4      |
| 13      | 3   | Simone Corsi        | Kalex       | 25      | +36.588           | 12       | 3      |
| 14      | 88  | Ricard Cardús       | Suter       | 25      | +36.642           | 11       | 2      |
| 15      | 12  | Thomas Lüthi        | Kalex       | 25      | +38.115           | 4        | 1      |
| 16      | 55  | Hafizh Syahrin      | Kalex       | 25      | +47.215           | 13       |        |
| 17      | 2   | Jesko Raffin        | Kalex       | 25      | +47.254           | 23       |        |
| 18      | 60  | Julián Simón        | Speed Up    | 25      | +47.305           | 10       |        |
| 19      | 97  | Xavi Vierge         | Tech 3      | 25      | +47.382           | 25       |        |
| 20      | 16  | Joshua Hook         | Kalex       | 25      | +47.963           | 24       |        |
| 21      | 25  | Azlan Shah          | Kalex       | 25      | +55.273           | 15       |        |
| 22      | 57  | Edgar Pons          | Kalex       | 25      | +58.441           | 26       |        |
| 23      | 96  | Louis Rossi         | Tech 3      | 25      | +59.229           | 22       |        |
| 24      | 49  | Axel Pons           | Kalex       | 25      | +1:00.321         | 2        |        |
| 25      | 10  | Thitipong Warokorn  | Kalex       | 25      | +1:26.478         | 27       |        |
| Ret     | 94  | Jonas Folger        | Kalex       | 21      | Pinchazo          | 14       |        |
| Ret     | 11  | Sandro Cortese      | Kalex       | 14      | Caída             | 8        |        |
| Ret     | 66  | Florian Alt         | Suter       | 10      | Lesión en rodilla | 28       |        |
| Ret     | 70  | Robin Mulhauser     | Kalex       | 9       | Caída             | 29       |        |
| DNS     | 1   | Esteve Rabat        | Kalex       |         | No participó      |          |        |
| Fuente: |     |                     |             |         |                   |          |        |

### Resultados Moto3
| Pos.    | N.º | Piloto                 | Constructor | Vueltas | Tiempo           | Parrilla | Puntos |
| ------- | --- | ---------------------- | ----------- | ------- | ---------------- | -------- | ------ |
| 1       | 44  | Miguel Oliveira        | KTM         | 23      | 37:34.742        | 2        | 25     |
| 2       | 7   | Efrén Vázquez          | Honda       | 23      | +0.132           | 3        | 20     |
| 3       | 41  | Brad Binder            | KTM         | 23      | +0.161           | 9        | 16     |
| 4       | 9   | Jorge Navarro          | Honda       | 23      | +0.170           | 4        | 13     |
| 5       | 84  | Jakub Kornfeil         | KTM         | 23      | +0.288           | 8        | 11     |
| 6       | 5   | Romano Fenati          | KTM         | 23      | +1.006           | 5        | 10     |
| 7       | 65  | Philipp Öttl           | KTM         | 23      | +6.200           | 23       | 9      |
| 8       | 32  | Isaac Viñales          | KTM         | 23      | +6.253           | 10       | 8      |
| 9       | 10  | Alexis Masbou          | Honda       | 23      | +6.322           | 17       | 7      |
| 10      | 2   | Remy Gardner           | Mahindra    | 23      | +7.567           | 28       | 6      |
| 11      | 6   | María Herrera          | Husqvarna   | 23      | +7.573           | 11       | 5      |
| 12      | 63  | Zulfahmi Khairuddin    | KTM         | 23      | +10.088          | 13       | 4      |
| 13      | 96  | Manuel Pagliani        | Mahindra    | 23      | +16.294          | 32       | 3      |
| 14      | 98  | Karel Hanika           | KTM         | 23      | +17.792          | 12       | 2      |
| 15      | 88  | Jorge Martín           | Mahindra    | 23      | +17.814          | 19       | 1      |
| 16      | 19  | Alessandro Tonucci     | Mahindra    | 23      | +18.205          | 22       |        |
| 17      | 23  | Niccolò Antonelli      | Honda       | 23      | +37.921          | 15       |        |
| 18      | 22  | Ana Carrasco           | KTM         | 23      | +42.463          | 31       |        |
| 19      | 35  | Olly Simpson           | KTM         | 23      | +1:24.024        | 33       |        |
| Ret     | 48  | Lorenzo Dalla Porta    | Husqvarna   | 15      | Daño por caída   | 21       |        |
| Ret     | 52  | Danny Kent             | Honda       | 13      | Caída            | 7        |        |
| Ret     | 33  | Enea Bastianini        | Honda       | 13      | Caída            | 25       |        |
| Ret     | 55  | Andrea Locatelli       | Honda       | 13      | Lesión en cuello | 34       |        |
| Ret     | 14  | Matt Barton            | FTR         | 13      | Retirado         | 35       |        |
| Ret     | 21  | Francesco Bagnaia      | Mahindra    | 9       | Caída            | 26       |        |
| Ret     | 95  | Jules Danilo           | Honda       | 8       | Retirado         | 20       |        |
| Ret     | 17  | John McPhee            | Honda       | 6       | Caída            | 1        |        |
| Ret     | 36  | Joan Mir               | Honda       | 6       | Caída            | 18       |        |
| Ret     | 58  | Juan Francisco Guevara | Mahindra    | 6       | Caída            | 16       |        |
| Ret     | 16  | Andrea Migno           | KTM         | 6       | Caída            | 29       |        |
| Ret     | 11  | Livio Loi              | Honda       | 4       | Caída            | 6        |        |
| Ret     | 29  | Stefano Manzi          | Mahindra    | 0       | Caída            | 14       |        |
| Ret     | 91  | Gabriel Rodrigo        | KTM         | 0       | Caída            | 24       |        |
| Ret     | 40  | Darryn Binder          | Mahindra    | 0       | Caída            | 27       |        |
| Ret     | 24  | Tatsuki Suzuki         | Mahindra    | 0       | Caída            | 30       |        |
| DNS     | 20  | Fabio Quartararo       | Honda       |         | No participó     |          |        |
| 1. 2.   |     |                        |             |         |                  |          |        |
| Fuente: |     |                        |             |         |                  |          |        |